# Main-Post
A Main-Post médiacsoport székhelye Würzburg (Heuchelhof) és Georg von Holtzbrinck kiadói érdekeltségébe tartozik, amely Alsó-Frankföldben több újságot is kiad.

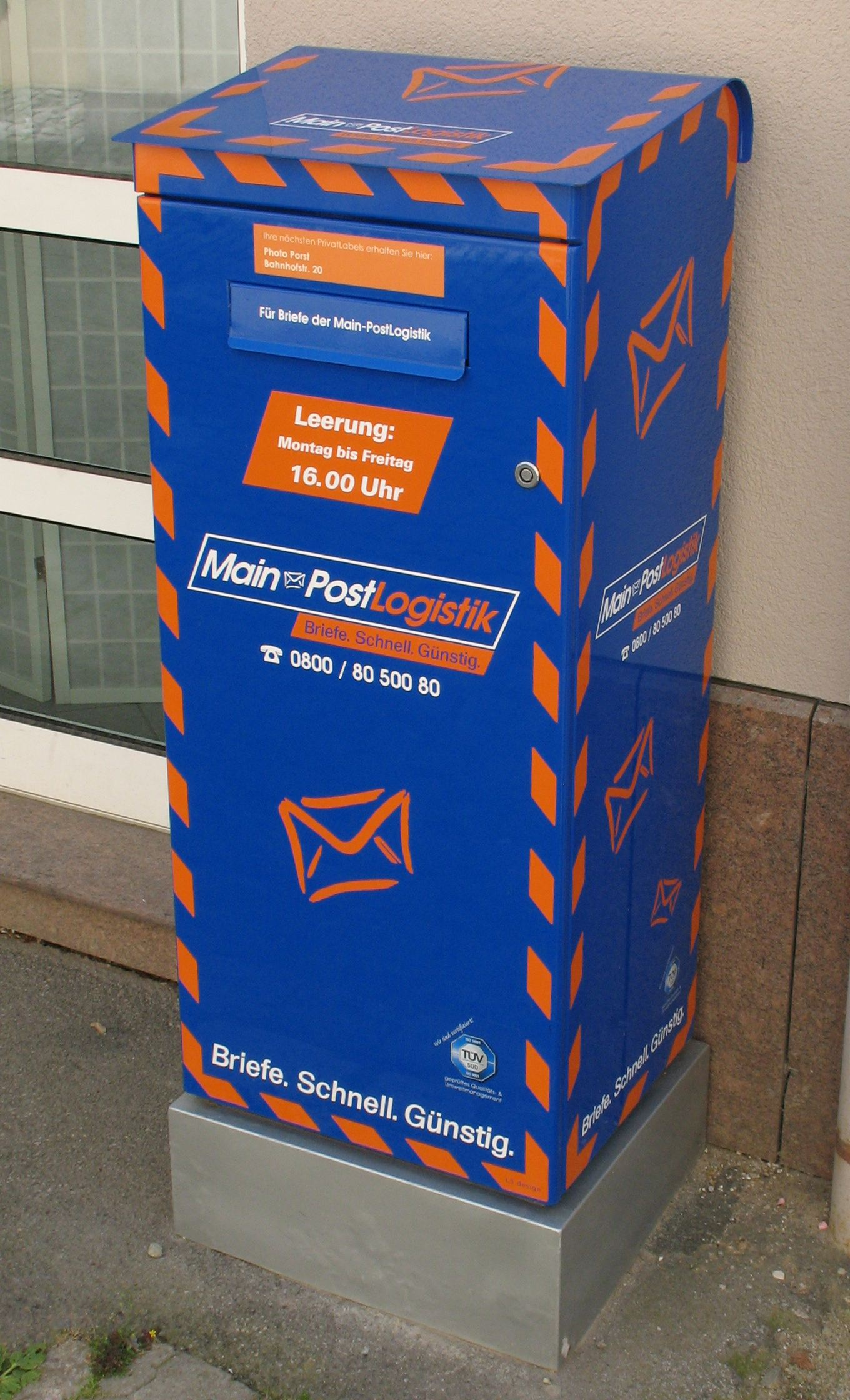
Postafiók

A Main-Posthoz tartozik a korábban önálló Main-Post, Schweinfurter Tagblatt, Schweinfurter Volkszeitung, Bote vom Haßgau és Volksblatt (korábban Fränkisches Volksblatt) napilapok. Ezen lapok példányszáma összesen 132 651, ebből 83 865 Würzburg területén és 48 786 Schweinfurt környékén (a Bote vom Haßgauval egyetemben).
A lapkiadó gondozásában megjelenik még az ingyenes neun7 illetve markt című hetilap összesen 625 ezer példányszámban. A cégnél 650-en dolgoznak.